# Peter Gallagher

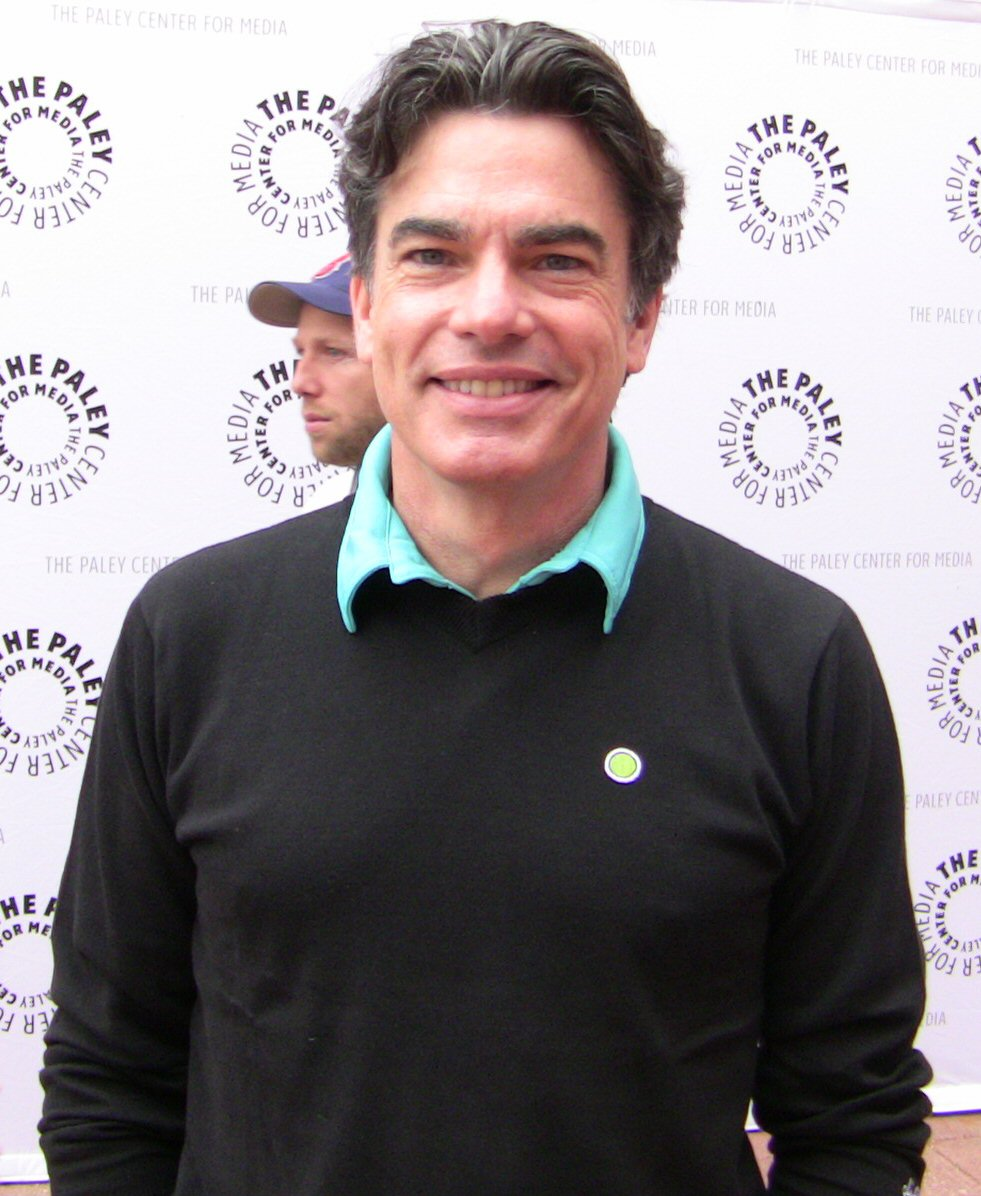
Peter Gallagher (2009)

Peter Killian Gallagher (* 19. August 1955 in New York City) ist ein US-amerikanischer Schauspieler und Musicaldarsteller.

## Leben
Peter Gallagher wurde am William Esper Studio in Manhattan ausgebildet. Mitte der 1970er Jahre hatte er seine ersten Auftritte in Broadway-Musicals. In den 1980er Jahren folgten Auftritte in Film und Fernsehen. So spielte er 1989 „John“ in Sex, Lügen und Video, „Peter“ in Während Du schliefst (1995) und „Buddy Kane“ in American Beauty (1999) sowie „Chuck Cedar“ in Mr. Deeds (2002).
Einem breiteren Publikum wurde er bekannt durch die Rolle des Sandy Cohen in der US-Fernsehserie O.C., California ab 2003. 2005 veröffentlichte er das Musikalbum 7 Days in Memphis. Ab 2014 verkörperte er „Deputy Chief William Dodds“ in Law & Order: Special Victims Unit und ab 2017 „Nick Skolka“ in der Comedyserie Grace and Frankie.
Ab 2020 spielte er „Mitch Clarke“ in der Comedyserie Zoey’s Extraordinary Playlist. 2021 folgte die Rolle des Chirurgen „David Hamilton“ in Grey’s Anatomy.

## Filmografie (Auswahl)
- 1980: Idolmaker – Das schmutzige Geschäft des Showbusiness (The Idolmaker)
- 1982: Summer Lovers
- 1984: Nick sitzt in der Klemme (Terrible Joe Moran, Fernsehfilm)
- 1985: Das wahre Leben der Alice im Wunderland (Dreamchild)
- 1986: Streetgirls (My Little Girl)
- 1988: Der Fall Mary Phagan (The Murder of Mary Phagan, Miniserie)
- 1988: Caine – Die Meuterei vor Gericht (The Caine Mutiny Court-Martial, Fernsehfilm)
- 1988: High Spirits
- 1989: Sex, Lügen und Video (Sex, Lies, and Videotape)
- 1990: Sex Trap – Die Sexfalle (Love and Lies, Fernsehfilm)
- 1990: Geliebte Milena (Milena)
- 1990: Julia und ihre Liebhaber (Tune in Tomorrow)
- 1991: Späte Leidenschaft (An Inconvenient Woman, Miniserie)
- 1991: Das Kabinett des Dr. Ramirez (The Cabinet of Dr. Ramirez)
- 1991: Late for Dinner – Eine zeitlose Liebe (Late for Dinner)
- 1992: The Player
- 1992: Bob Roberts
- 1993: Short Cuts
- 1993: Malice – Eine Intrige (Malice)
- 1993: Tödliche Absichten (Mother’s Boys)
- 1994: Hudsucker – Der große Sprung (The Hudsucker Proxy)
- 1994: Reißende Strömung – Rafting-Trips ins Verderben (White Mile, Fernsehfilm)
- 1994: Mrs. Parker und ihr lasterhafter Kreis (Mrs. Parker and the Vicious Circle)
- 1995: Die Kehrseite der Medaille (The Underneath)
- 1995: Während Du schliefst (While You Were Sleeping)
- 1996: Last Dance
- 1996: Cannes Man
- 1996: Schatten einer Liebe (To Gillian on Her 37th Birthday)
- 1996: Titanic (Miniserie)
- 1997: Bombenattentat auf das World Trade Center (Path to Paradise: The Untold Story of the World Trade Center Bombing, Fernsehfilm)
- 1997: Agent Null Null Nix (The Man Who Knew Too Little)
- 1998: Skidmarks – Blutspuren (Johnny Skidmarks)
- 1998: Geklonte Zukunft (Brave New World, Fernsehfilm)
- 1998–1999: The Secret Lives of Men (Fernsehserie, 13 Folgen)
- 1999: American Beauty
- 1999: Haunted Hill (House on Haunted Hill)
- 1999: The Order – Kameradschaft des Terrors (Brotherhood of Murder, Fernsehfilm)
- 2000: Mut zur Liebe (Cupid & Cate, Fernsehfilm)
- 2000: Center Stage
- 2000: Gnadenloses Duell (The Last Debate, Fernsehfilm)
- 2001: Family Guy (Fernsehserie, Folge 3x07, Stimme)
- 2001: Protection – Hetzjagd durch die Nacht (Protection)
- 2002: Mr. Deeds
- 2003: How to Deal – Wer braucht schon Liebe? (How to Deal)
- 2003: Mann heiratet nur zweimal (Double Bill, Fernsehfilm)
- 2003–2007: O.C., California (The O.C., Fernsehserie, 92 Folgen)
- 2007: The Gathering – Tödliche Zusammenkunft (The Gathering, Miniserie)
- 2008: Shark (Fernsehserie, Folge 2x12)
- 2008: Center Stage 2 (Center Stage: Turn It Up)
- 2009: Californication (Fernsehserie, 8 Folgen)
- 2009: Adam – Eine Geschichte über zwei Fremde. Einer etwas merkwürdiger als der Andere. (Adam)
- 2010: Rescue Me (Fernsehserie, 5 Folgen)
- 2010: Betty Anne Waters (Conviction)
- 2010: Burlesque
- 2010–2014: Covert Affairs (Fernsehserie, 67 Folgen)
- 2011: Du wirst schon noch sehen, wozu es gut ist (Someday This Pain Will Be Useful to You)
- 2011–2013: Alex und Whitney – Sex ohne Ehe (Whitney, Fernsehserie, 3 Folgen)
- 2012: Step Up: Miami Heat (Step Up Revolution)
- 2012: How I Met Your Mother (Fernsehserie, Folge 8x11)
- 2014–2019: Law & Order: Special Victims Unit (Fernsehserie, 19 Folgen)
- 2015: Hello, My Name is Doris
- 2015: Good Wife (The Good Wife, Fernsehserie, 3 Folgen)
- 2015–2016: Togetherness (Fernsehserie, 9 Folgen)
- 2016: New Girl (Fernsehserie, 4 Folgen)
- 2017: Die Hochzeit meiner Ex (Literally, Right Before Aaron)
- 2017: Submission
- 2017: Bad Moms 2 (A Bad Moms Christmas)
- 2017–2022: Grace and Frankie (Fernsehserie, 24 Folgen)
- 2018–2019: The Gifted (Fernsehserie, 9 Folgen)
- 2019: Die Conners (The Conners, Fernsehserie, Folge 1x09)
- 2019: After Passion (After)
- 2020: Palm Springs
- 2020–2021: Zoey’s Extraordinary Playlist (Fernsehserie, 15 Folgen)
- 2021: Zoey’s Extraordinary Christmas
- 2021–2022: Grey’s Anatomy (Fernsehserie, 9 Folgen)
- 2021–2023: Willkommen im Haus der Eulen (The Owl House, Fernsehserie, 3 Folgen, Stimme)
- 2022: Reboot (Fernsehserie, Folge 1x08)
- 2024: Human (Humane)

## Auszeichnungen
- 1984: Clarence Derwent Award für das Theaterstück The Real Thing

## Diskografie
- 2005: 7 Days in Memphis (Album)